# Chocianów (gmina)
Chocianów (1 I – 8 XII 1973 Trzebnice) – gmina miejsko-wiejska w województwie dolnośląskim, w powiecie polkowickim z siedzibą w Chocianowie.
Według danych z 30 czerwca 2004 r. gminę zamieszkiwało 12 701 osób. Natomiast według danych z 30 czerwca 2020 roku gminę zamieszkiwały 12 973 osoby.

## Historia
Gmina Chocianów została utworzona 4 października 1973 roku w powiecie lubińskim w woj. wrocławskim w związku z przeniesieniem siedziby gminy Trzebnice (składającej się z sołectw Brunów, Bukowna, Chocianowiec, Lisiec, Michałów, Ogrodzisko, Raków, Szklary Dolne, Trzebnice, Trzmielów i Żabice) z Trzebnic do Chocianowa i zmianą nazwy jednostki na gmina Chocianów; równocześnie do gminy Chocianów przyłączono wsie Jabłonów, Nowa Wieś Lubińska, Parchów i Pogorzeliska z gminy Polkowice w tymże powiecie, natomiast z gminy Chocianów wyłączono wsie Bukowna i Lisiec włączając je do gminy Lubin tamże.
W latach 1975–1998 położona w województwie legnickim.
W 1999 roku znalazła się w nowo utworzonym powiecie polkowickim w województwie dolnośląskim.

## Ochrona przyrody
Na obszarze gminy znajduje się rezerwat przyrody Czarne Stawy, chroniący fragmenty borów bagiennych oraz roślinności torfowiskowej wraz z całym szeregiem gatunków roślin i zwierząt chronionych, rzadkich i zagrożonych wyginięciem.

## Struktura powierzchni
Gmina Chocianów ma obszar 230,27 km² (2002), w tym:
- użytki rolne: 42%
- użytki leśne: 51%

Gmina stanowi 29,52% powierzchni powiatu.

## Demografia

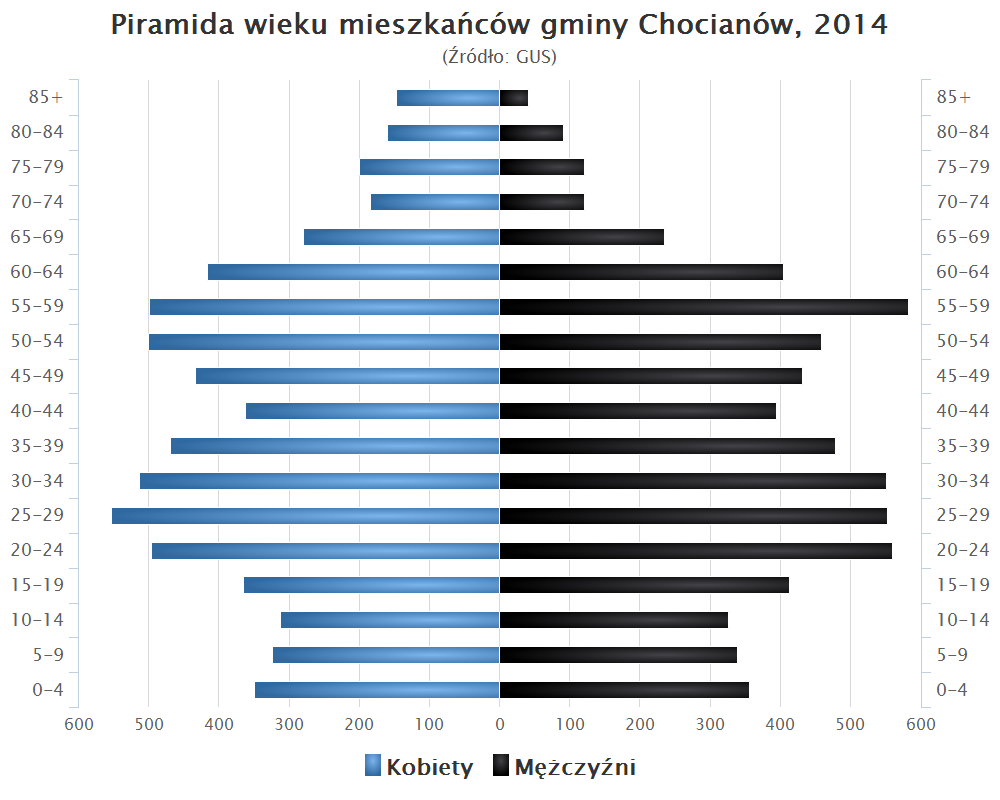
Piramida wieku mieszkańców gminy Chocianów w 2014 roku

Dane z 30 czerwca 2004:
| Opis                              | Ogółem | Ogółem | Kobiety | Kobiety | Mężczyźni | Mężczyźni |
| --------------------------------- | ------ | ------ | ------- | ------- | --------- | --------- |
| jednostka                         | osób   | %      | osób    | %       | osób      | %         |
| populacja                         | 12 701 | 100    | 6377    | 50,2    | 6324      | 49,8      |
| gęstość zaludnienia (mieszk./km²) | 55,2   | 55,2   | 27,7    | 27,7    | 27,5      | 27,5      |

## Miejscowości
Miasto: Chocianów
Wsie sołeckie: Brunów, Chocianowiec, Jabłonów, Michałów, Ogrodzisko, Parchów, Pogorzeliska, Raków, Szklary Dolne, Trzebnice, Trzmielów, Żabice.
Miejscowości niesołeckie: Duninów, Kąty, Raków (kolonia), Szklary Dolne (kolonia), Zacisze, Zagórze

## Sąsiednie gminy
Chojnów, Gromadka, Lubin, Polkowice, Przemków, Radwanice